# Groupe Revue Fiduciaire
 (avril 2023).
L'article doit être relu — et modifié si nécessaire — par des contributeurs indépendants pour apporter un regard critique aux contributions effectuées en violation des conditions d'utilisation de Wikipédia, tant sur la forme (notamment concernant le style encyclopédique, la proportionnalité) que sur le fond (la neutralité de point de vue, la qualité et l'indépendance des sources).
Groupe Revue Fiduciaire ou Groupe RF est un groupe d'édition français spécialisé dans les domaines de la fiscalité, des ressources humaines, de la paye, du patrimoine, des produits experts, ainsi que ses domaines connexes.

## Historique
Cette section ne s'appuie pas, ou pas assez, sur des sources secondaires ou tertiaires indépendantes du sujet.

Pour l'améliorer, ajoutez-en, ou placez des modèles {{Source secondaire souhaitée}} ou {{Source secondaire nécessaire}} sur les passages mal sourcés. (novembre 2022)

### Genèse
En 1917, Yves de La Villeguérin crée, au sein de la Société Fiduciaire de Contrôle et de Révision, le Bulletin Fiduciaire.
Confrontés à la difficulté d’accéder à l’information indispensable à l’exercice de leur profession, les experts-comptables de la Société Fiduciaire de Contrôle et de Révision ont l’idée de publier un bulletin pour leurs clients, synthétisant le fruit de leurs recherches pour leur propre activité.
Deux ans plus tard, parurent les premiers numéros du Bulletin Fiduciaire.
Rapidement son succès les incita à élargir le public de ce périodique d’abord réservé aux seuls clients, à leurs confrères et à toutes les entreprises qui pouvaient y trouver les informations nécessaires à leur gestion.
Du fait d’une réglementation toujours plus formaliste, les activités de conseil durent être séparées des activités de presse, le périodique demeurant dans la société mère et les activités de conseil étant exercées dans des filiales.

### Essor par la diversification
En mai 1950, le Bulletin Fiduciaire change de nom et se fait connaître sous le nom de la Revue Fiduciaire.
En 1954, le Groupe Revue Fiduciaire s’adresse désormais aussi aux particuliers et décrypte dans son nouveau mensuel, Intérêts Privés, l’information juridique sous l’angle de la vie courante (donation, succession, immobilier, copropriété…).
De 1968 à 1996, le Groupe Revue Fiduciaire est dirigé par Yves-Robert de La Villeguérin, qui face à la complexité toujours plus grande de la législation, diversifie les titres pour répondre aux besoins de lecteurs plus ciblés : payeurs, ressources humaines, comptables, TPE.
La Revue Fiduciaire Comptable est créée en 1976. LégiSocial, créé en 1973, devient RF Social en 2001. Le RF Conseil est créé sous le titre « Fidu-Conseil » en juin 1990 puis adopte en mars 1992 le titre « RF Conseil ».
La Revue Fiduciaire Paye, revue spécialisée pour les gestionnaires de la paye, lance son premier numéro en décembre 1992.
En 2022, le groupe rachète l’organisme de formation Softec.

### Internet et formation
En 1997, Yves de La Villeguérin, représentant la troisième génération depuis la création, dirige le développement d'activités numériques ainsi et le développement de solutions logicielles.
Le Groupe Revue Fiduciaire lance en 1998 le premier[réf. nécessaire] portail d’information juridique, avant de dédier un site métier à chaque revue en 2004.

## Activités du Groupe Revue Fiduciaire

### Presse
Elle s'articule autour de cinq titres principaux pour les professionnels, sous forme papier et Web, et d'un titre pour les particuliers :
- La Revue Fiduciaire, système d'informations fiscales, sociales, juridiques et comptables ;
- RF Conseil, pour les professions libérales et les entrepreneurs ;
- RF Social, pour les professionnels des ressources humaines ;
- RF Paye, pour les professionnels de la paye ;
- RF comptable, pour les professionnels du chiffre ;
- RF représentants du personnel, pour les représentants du personnel ;
- Intérêts Privés, pour les particuliers.

### RF comptable
Édité par le Groupe Revue Fiduciaire, le premier numéro de la Revue Fiduciaire Comptable est paru en mai 1976 sur un marché où la seule revue comptable était celle publiée par l’Ordre des experts comptables. Dans le domaine comptable, le Groupe Revue fiduciaire éditait déjà, dans le cadre de son abonnement « Revue Fiduciaire », un guide mensuel dénommé « Le plan comptable annoté ».
Se présentant sous la forme d’un simple feuillet de 16 pages axé sur le droit comptable de l’entreprise et aussi sur les liens entre celui-ci et la fiscalité, la revue a rencontré le succès auprès des professionnels libéraux, des entreprises et des enseignants[réf. nécessaire]. Toutefois, son nombre limité de pages la cantonnait à des analyses synthétiques de sujets bien précis et le besoin s’est vite fait sentir[réf. nécessaire] de trouver une structure qui permettrait d’accueillir des développements plus fouillés.
C’est avec le numéro 45, en juin 1980, que le premier « Dossiers-Conseils » a été publié, préfigurant le format actuel de la revue. Au-delà de cette évolution de forme, le thème de ce premier dossier, « La trésorerie quotidienne de l’entreprise », marque également un élargissement du domaine couvert par la revue, qui a désormais vocation à traiter des problématiques financières et de gestion des entreprises.
Au fil du temps, elle a été complétée par une documentation de base avec la parution successivement des :
- Code comptable (première édition en 1977) ;
- Dictionnaire comptable et financier (première édition en 1980) ;
- Arrêté des comptes (première édition 1993) ;
- Code IFRS (première édition 2005) ;

### Intérêts Privés
Intérêts Privés est un magazine mensuel créé dans les années 1950 qui s’adresse aux particuliers et aux professionnels.
À l’origine, revue d’information juridique abordant tous les domaines du droit intéressant l’individu dans sa vie privée (location immobilière, fiscalité, droit de la famille, etc.), Intérêts Privés a évolué régulièrement[pas clair].
La rédaction dirigée par Serge Florentin (ancien journaliste d’Investir, Le revenu, Le Point, Le Parisien, Les Échos) est composée en grande partie de journalistes spécialisés et tous ont une formation juridique.
La revue de 68 pages est diffusée exclusivement par abonnement.
En aout 2016, le magazine Intérêts Privés lance pour la première fois trois spots TV visibles sur LCI, BFMTV et iTélé.
En 2019, le Groupe Figaro rachète la revue Intérêts Privés.

### Édition

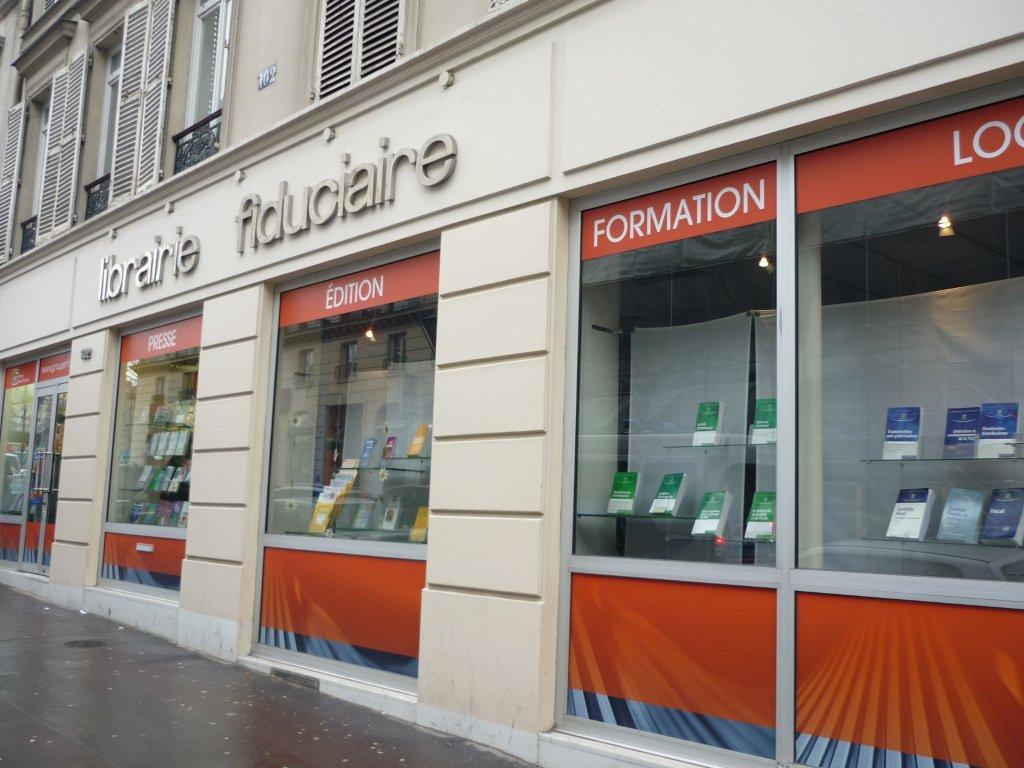
La Librairie Fiduciaire, 102 rue La Fayette, Paris 10

Le Groupe Revue Fiduciaire est aussi un éditeur d'ouvrages comme le Code du Travail Annoté, le Dictionnaire Social ou L'arrêté des comptes, proposant une centaine de titres à destination des professionnels et des particuliers.
En 2018, le Groupe Revue Fiduciaire se propulse à la 18e place des éditeurs français.

### Formation
En 2002, le Groupe Revue Fiduciaire a développé une activité formation autour de ses domaines d'expertise : la fiscalité, la comptabilité, le droit social, la paye et le juridique.

### Services web
En mars 2014, le groupe lance l'application GRF+,.